# Bataille de Roncevaux (824)
Pour les articles homonymes, voir Bataille de Roncevaux.
Reconquista
La bataille de Roncevaux de 824 oppose une armée vasconne de la région de Pampelune (actuelle Navarre) à une armée franque, lors d'une expédition menée sous le règne de l'empereur Louis le Pieux, fils de Charlemagne. La défaite des Francs a pour conséquence l'avènement du noble vascon Eneko Arista comme roi de Pampelune, événement qui est à l'origine du royaume de Navarre. C'est aussi la dernière intervention des Francs dans cette région.
Cette bataille a lieu quarante-six ans après la première bataille de Roncevaux (778) et douze ans après la deuxième (812) dans des circonstances similaires : une armée vasconne affrontant une expédition franque dans les Pyrénées, vers le col de Roncevaux, sur la route menant de Pampelune à Saint-Jean-Pied-de-Port.

## Contexte

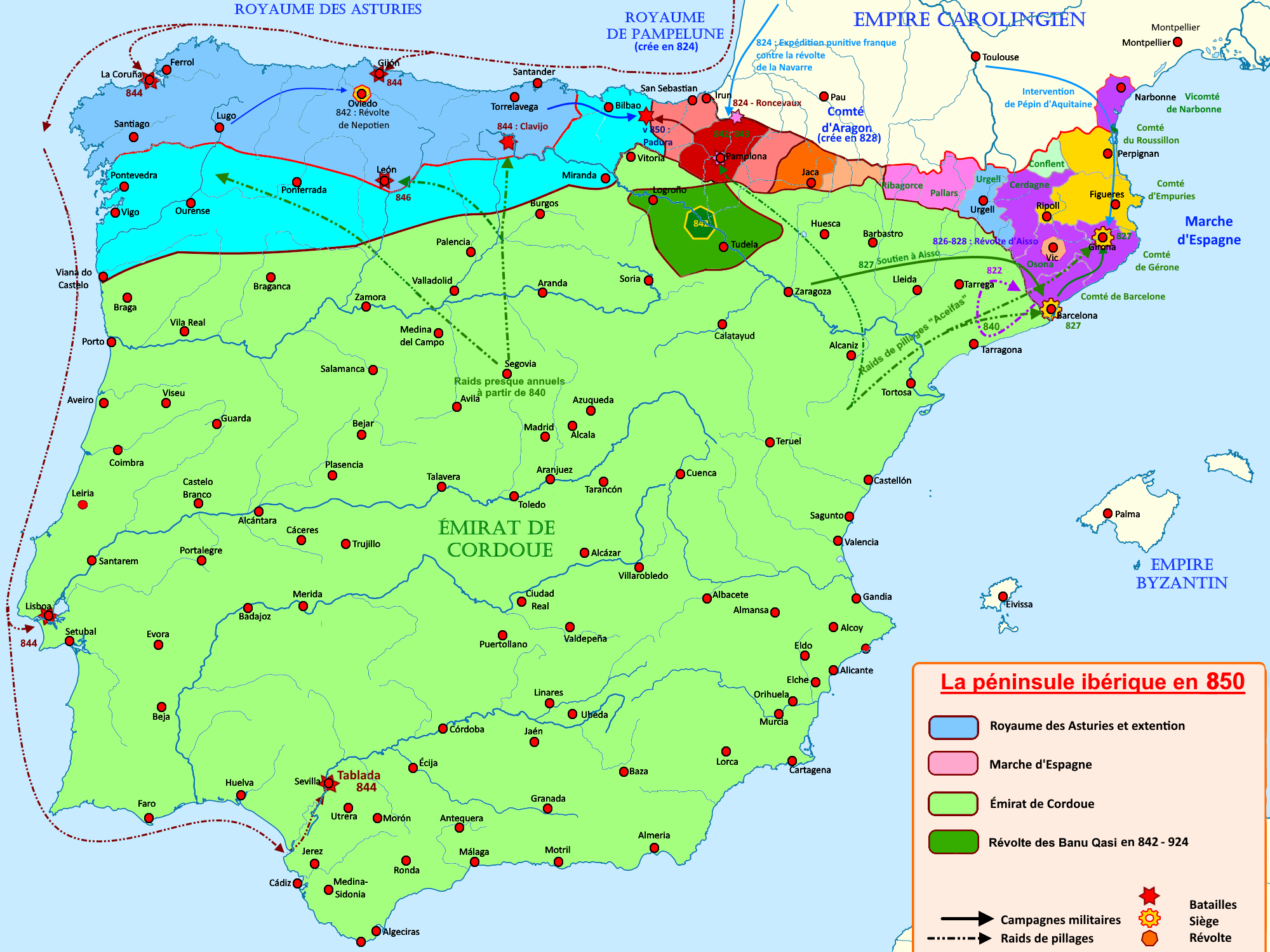
Contexte général de la péninsule ibérique de 814 à 850

- contexte général : relations entre l'Empire carolingien et l'Espagne musulmane à la fin du règne de Charlemagne et au début du règne de Louis le Pieux ;
- contexte régional : 
  - la Vasconie (ensemble de pays marqués par la culture basque[2]), avec le duché de Vasconie au nord des Pyrénées et les Vascons du sud des Pyrénées, autour de la ville de Pampelune ;
  - problème des relations entre le roi des Francs (puis empereur), représenté à partir par un roi d'Aquitaine, et les ducs de Vasconie[3] ;
  - rôle particulier joué dans la région (dite Marche supérieure de l'émirat de Cordoue) par la famille des Banu Qasi, issue de la conversion à l'islam d'un noble du royaume wisigoth (le comte Cassius).

Chronologie sommaire :
- 800 : Charlemagne, roi des Francs (768) et roi des Lombards (774), est couronné empereur d'Occident par le pape
- 801 : prise de Barcelone par Charlemagne et création de la marche d'Espagne
- 812 : deuxième bataille de Roncevaux
- 814 : Louis le Pieux, roi d'Aquitaine depuis 781, devient empereur à la mort de Charlemagne ;
- 817 : Pépin, fils de Louis le Pieux, devient roi d'Aquitaine
- 820 : le duché de Vasconie échoit à Aznar Sanche, fils du duc Sanche Ier Loup (de 800 à 812)

## La bataille

### Prélude
L'expédition est décidée par Pépin d'Aquitaine, qui place à sa tête le duc de Vasconie, Aznar Sanche, et un comte franc, Aeblus.

### Déroulement
Les forces en présence : 
- du côté franc : soldats commandés par les ducs Aeblus et Aznar Sanche
- du côté vascon : soldats commandés par Eneko Arista, probablement secondé par les Banu Qasi.

### Bilan
Les ducs Aeblus et Aznar Sanche sont faits prisonniers. Aeblus est envoyé à Cordoue, tandis qu'Aznar, qui est apparenté au vainqueur, est libéré. 
Les Banu Qasi auraient participé à l'attaque, car les Vascons n'avaient pas de raison de faire un tel cadeau à l'émir de Cordoue Abd al-Rahman II[pas clair].